# Wolfgang-Frédéric de Salm-Dhaun
Wolfgang-Frédéric de Salm-Dhaun (1589 à Dhaun – 24 décembre 1638, Dhaun) est Rhingrave de Salm-Dhaun de 1606 jusqu'à sa mort. Il est le fils du comte Adolphe-Henri de Salm-Dhaun et son épouse, Julienne de Nassau-Dillenbourg.

## Descendance
Il épouse Élisabeth de Solms-Braunfels (1569–1638), fille de Jean-Albert Ier de Solms-Braunfels et d'Agnès de Sayn-Wittgenstein, puis Jeanne de Hanau-Münzenberg (1610-1673), fille d'Albert de Hanau-Münzenberg et d'Ehrengard d'Isembourg. Ils ont sept enfants:
- Jean-Louis de Salm-Dhaun (né en 1620, mort en 1673), Rhingrave de Salm-Dhaun et époux d'Élisabeth de Salm-Neuviller et d'Ève-Dorothée de Hohenlohe-Waldenbourg
- Ernest (né en 1623)
- Henri-Philippe (né en 1628)
- Frédéric (mort en 1635)
- Anne-Julienne de Salm-Dhaun (née en 1622, morte en 1669), épouse d'Adolphe de Salm-Grumbach (1614-1668)
- Amélie-Marguerite (née en 1626, morte en 1674), nonne à l'abbaye de Gandersheim
- Ludovica de Salm-Dhaun (née en 1631, morte en 1687), épouse de Georges-Augustin de Stubenberg (1628-1691)